# Maze Runner: The Scorch Trials
Maze Runner: The Scorch Trials är en dystopisk science fiction-action-thrillerfilm baserad på boken I vansinnets öken av James Dashner. Det är uppföljaren till The Maze Runner och den andra filmen i The Maze Runner-serien. Filmen hade biopremiär i Sverige den 16 september 2015.

## Rollista (i urval)
- Dylan O'Brien – Thomas
- Kaya Scodelario – Teresa Agnes
- Thomas Brodie-Sangster – Newt
- Ki Hong Lee – Minho
- Patricia Clarkson – Ava Paige
- Rosa Salazar – Brenda
- Giancarlo Esposito – Jorge
- Aidan Gillen – Janson/Rat-Man
- Jacob Lofland – Aris Jones
- Lili Taylor – Mary Cooper
- Barry Pepper – Vince
- Katherine McNamara – Sonya
- Alexander Flores – Winston
- Dexter Darden – Frypan
- Randall D. Cunningham – Clint
- Nathalie Emmanuel – Harriet

## Produktion
Utvecklingen av Maze Runner: The Scorch Trials påbörjades direkt efter framgången med The Maze Runner. Wes Ball regisserar återigen efter ett manus av T.S. Nowlin. Inspelningen påbörjades den 27 oktober 2014 i Albuquerque i New Mexico, och avslutades den 29 januari 2015.

## Uppföljare
Uppföljaren, Maze Runner: The Death Cure, hade premiär den 26 januari 2018, filmens premiär var ett år försenad då Dylan O'Brien råkade ut för en olycka under inspelningen.